# Nardostachys jatamansi
Il nardo (Nardostachys jatamansi (D.Don) DC.) è una pianta della famiglia Caprifoliaceae che cresce sulla catena montuosa dell'Himalaya. È l'unica specie nota del genere Nardostachys DC..
La pianta è utilizzata per la produzione di profumi.

## Etimologia
Insieme con l'aramaico e l'accadico lardu con lo stesso significato ebraico, probabilmente deriva dall'indo iraniano narda, in latino nadah, nalah, che significa "canna". Il latino nalad, dal greco nardos, forse deriva dal sanscrito. Tuttavia, secondo Manfred Mayrhofer la parola semitica  probabilmente deriva dall'indiano naladam o nartik col significato di "guaina".

## Descrizione
La pianta è alta circa 1 metro ed ha i fiori di color rosa a forma di campana.

## Distribuzione e habitat
La specie è diffusa sulle alture himalayane di Bhutan, Nepal, Cina, India e Myanmar, ad altitudini comprese tra 3.000 e 5.000 m s.l.m.

## Conservazione
La Lista rossa IUCN classifica Nardostachys jatamansi come specie in pericolo critico di estinzione (Critically Endangered).

## Usi
Il rizoma del nardo, che si trova sottoterra, può essere schiacciato e distillato in un olio essenziale ambrato intensamente aromatico e molto denso, detto olio di nardo, usato come profumo e come fumogeno profumante tra le 11 erbe per l'incenso nel Tempio di Gerusalemme.

Altri usi, consigliati in erboristeria, qualche volta hanno provocato inconvenienti leggeri, come arrossamenti e bruciore.

## Curiosità
Il fiore del nardo che simboleggia San Giuseppe, è riportato nello stemma papale di Papa Francesco a destra, nel canton sinistro della punta. Inoltre si narra, nella tradizione dei Vangeli, l’acquisto, da parte di Maria di Betania, dell’olio di Nardo per i piedi di Gesù. L'olio, tra le cose più preziose che si potessero trovare, le costò ben trecento denari (vale a dire lo stipendio di un intero anno di un salariato). Il nardo, profumo sacro, era considerato il simbolo dell’amore divino (si pensava fosse dotato di considerevoli poteri mistici).